# ニコ・セラーノ
ニコラス・"ニコ"・セラーノ・ガルデアノ（Nicolás "Nico" Serrano Galdeano、2003年3月5日 - ）は、スペイン・ナバーラ州パンプローナ出身のサッカー選手。ラシン・フェロル所属。ポジションはFW。

## クラブ経歴
ナバーラ州のパンプローナに生まれ、2015年に12歳でビジャレアルCFのカンテラに加入した。3年後の2018年8月、ナバーラ州出身であったことからアスレティック・ビルバオのカンテラに引き抜かれた。
2020-21シーズンに16歳でBチームデビューすると、2021年9月11日、ラ・リーガのRCDマヨルカ戦にてトップチームデビューを果たした。2022年1月23日のラージョ・バジェカーノ戦でスターティングメンバーとして出場し、トップチーム初得点を記録した。
2022年8月11日、2022-23シーズンはセグンダ・ディビシオンのCDミランデスにレンタル移籍することが決定した。
2023年8月10日、オランダのPECズヴォレへ1シーズンのレンタル移籍が決定した。しかし、十分な出場機会を確保できなかったため、冬の移籍市場でレンタル先をラシン・フェロルへと切り替えた。